# Chris Butler (regista)
Chris Butler (12 febbraio 1974) è un animatore, scrittore e regista cinematografico inglese, noto per il suo ruolo all' interno dello studio d'animazione Laika.
Si è fatto notare con film come ParaNorman e Mister Link, entrambi nominati per l'Oscar come miglior film d'animazione.

## Biografia
Ha studiato animazione presso l'Università per le Arti Creative in Inghilterra ed è stato un alunno dell'Hugh Baird College nel Merseyside.
Lavora del 2005 alla Laika, anno in cui è stato storyboard artist per La sposa cadavere così come in Coraline e la porta magica nel 2009. La sua prima scrittura e direzione di un film è stata per ParaNorman, che ha co-diretto insieme a Sam Fell. È stato sceneggiatore di Kubo e la spada magica insieme ad Arianne Sutner. Solamente nel 2019 è ritornato alla regia di un lungometraggio con Mister Link. È stato confermato come sceneggiatore per la Laika per il film Wildwood annunciato per il 2025.
Il 1 maggio 2024, è stato confermato che Butler avrebbe scritto la sceneggiatura per il film live action Masters of the Universe, ispirato all'omonimo brand di giocattoli e serie animata, la cui uscita è prevista per il 5 giugno 2026

## Filmografia

### Regista
- ParaNorman (2012)
- Mister Link (2019)

### Sceneggiatore

#### Cortometraggi
- The Heritage, regia di Andrew Rutter (2022)

#### Lungometraggi
- ParaNorman, regia di Chris Butler (2012)
- Kubo e la spada magica, regia di Travis Knight (2016)
- Mister Link, regia di Chris Butler (2019)
- Wildwood, regia di Travis Knight (2025)
- Masters of the Universe (2026)

### Storyboard artist
- La sposa cadavere, regia di Tim Burton e Mike Johnson (2005)
- Coraline e la porta magica, regia di Henry Selick (2009)

## Riconoscimenti
Premio Oscar
- 2013 - candidato al Oscar al miglior film d'animazione per ParaNorman
- 2020 - candidato al Oscar al miglior film d'animazione per Mister Link

Golden Globe
- 2020 - Miglior film d'animazione per Mister Link

Annie Award
- 2013 - candidato alla migliore regia in un film d'animazione per ParaNorman
- 2013 - candidato per la migliore sceneggiature in un film d'animazione per ParaNorman

BAFTA
- 2013 - candidato al miglior film d'animazione per ParaNorman

Critics' Choice Awards
- 2020 - candidato per il miglior film d'animazione per Mister Link

Saturn Awards
- 2013 - candidato al il miglior dilm d'animazione per ParaNorman

Satellite Awards
- 2012 - -candidato al miglior film d'animazione o a tecnica mista per ParaNorman

St. Louis FIlm Critics Association Awards
- 2012 -  2º classificato al miglior film di animazione con ParaNorman
- 2019 - candidato al miglior film d'animazione per Mister Link

San Diego Film Critics Society Award
- 2012 - Miglior film d'animazione per ParaNorman
- 2019 - candidato al Miglior film d'animazione per Mister Link

Dallas-Fort Worth Film Critics Association
- 2012 - Miglior film d'animazione perParaNorman

New York Film Critics Circle Awards
- 2012 - candidato al il miglior film d'animazione per ParaNorman

Chicago Film Critics Association
- 2012 - Miglior film d'animazione per ParaNorman
- 2019 - candidato al il Miglior film d'animazione per Mister Link